# OpenXR
OpenXR és una interfície de programació d'aplicacions que proporciona accés d'alt rendiment a plataformes i dispositius XR. A la vegada proporciona una extensió estàndard (XR) que unifica realitat virtual (VR) i augmentada (AR). Desenvolupat per un grup de treball gestionat pel consorci Khronos Group. És multiplataforma, de codi obert, sense drets d'autor i sota llicència Apache 2.0. Compta amb col·laboradors com AMD, Google, Epic Games, HP, HTC, Huawei, Intel, LG, Logitech, MediaTek, Microsoft, Mozilla, Nokia, NVIDIA, entre d'altres.

## Història
OpenXR va ser anunciat per Khronos Group el 27 de febrer de 2017 durant la GDC (Game Developers Conference) de 2017. Una versió preliminar fou llançada el 18 de març de 2019 per permetre als desenvolupadors i implementadors proporcionar comentaris sobre aquest. Els revisors de la versió provisional 0.90 van considerar que l'objectiu d'OpenXR era "Resoldre la fragmentació AR/VR". El 29 de juliol de 2019, OpenXR 1.0 va ser llançat al públic per Khronos Group a SIGGRAPH de 2019.